# Jackie's Strength
Jackie's Strength è un brano musicale della cantautrice e musicista Tori Amos, pubblicato come secondo singolo dell'album From the Choirgirl Hotel il 15 settembre 1998. Il singolo ha scalato la vetta della Billboard Dance Chart e ha raggiunto la cinquantaquattresima posizione della Hot 100. La Jackie di cui si parla nel testo è Jacqueline Kennedy Onassis, la moglie dell'ex presidente degli Stati Uniti John Fitzgerald Kennedy. In alcuni passaggi della canzone si fa riferimento anche all'assassinio di Kennedy.

## Tracce
Versione USA
1. Jackie's Strenght – 4:17
2. Never Seen Blue – 3:41
3. Beulah Land – 2:56

US Remixes
1. Jackie's Strength (Wedding Cake Edit) – 4:03
2. Father Lucifer (Sylkscreen Remix) – 4:30
3. Jackie's Strength (Wedding Cake Club Mix) – 8:40
4. Jackie's Strength (One Rascal Dub #1) – 6:24
5. Father Lucifer (Sylkscreen Remix Instrumental) – 4:26
6. Jackie's Strength (Wedding Cake Meltdown Mix) – 8:19
7. Jackie's Strength (One Rascal Dub #2) – 5:02
8. Jackie's Strength (Bonus Beats) – 2:41

## Classifiche
| Paese               | Posizione massima |
| ------------------- | ----------------- |
| Stati Uniti         | 54                |
| Stati Uniti (Dance) | 1                 |